# Campionati mondiali di sollevamento pesi 2024 - +87 kg femminile
Le gare di sollevamento pesi della categoria oltre gli 87 kg femminile — pesi supermassimi — dei campionati mondiali del 2024 si sono svolte il 15 dicembre 2024 a Manama presso il Weightlifting Marquee Venue.

## Programma
L'orario indicato corrisponde a quello bahreinita (UTC+03:00)
| Data             | Orario | Evento   |
| ---------------- | ------ | -------- |
| 15 dicembre 2024 | 11:00  | Gruppo B |
| 15 dicembre 2024 | 15:00  | Gruppo A |

## Medagliate
Per ciascun esercizio, le prime tre classificate sono le seguenti:
| Esercizio | Oro    | Oro    | Argento        | Argento | Bronzo        | Bronzo |
| --------- | ------ | ------ | -------------- | ------- | ------------- | ------ |
| Strappo   | Li Yan | 149 kg | Park Hye-jeong | 124 kg  | Son Young-hee | 118 kg |
| Slancio   | Li Yan | 175 kg | Park Hye-jeong | 171 kg  | Son Young-hee | 162 kg |
| Totale    | Li Yan | 324 kg | Park Hye-jeong | 295 kg  | Son Young-hee | 280 kg |

## Record
Prima di questa competizione, i record mondiali esistenti erano i seguenti:
| Record mondiale | Strappo | Li Wenwen | 148 kg | Tashkent, Uzbekistan | 25 aprile 2021 |
| Record mondiale | Slancio | Li Wenwen | 187 kg | Tashkent, Uzbekistan | 25 aprile 2021 |
| Record mondiale | Totale  | Li Wenwen | 335 kg | Tashkent, Uzbekistan | 25 aprile 2021 |

## Risultati
| Pos. | Atleta                   | Gr. | Peso atleta | Strappo (kg) | Strappo (kg) | Strappo (kg) | Strappo (kg) | Slancio (kg) | Slancio (kg) | Slancio (kg) | Slancio (kg) | Totale |
| Pos. | Atleta                   | Gr. | Peso atleta | 1            | 2            | 3            | Pos.         | 1            | 2            | 3            | Pos.         | Totale |
| ---- | ------------------------ | --- | ----------- | ------------ | ------------ | ------------ | ------------ | ------------ | ------------ | ------------ | ------------ | ------ |
|      | Li Yan (CHN)             | A   | 127.96      | 135          | 142          | 149          |              | 160          | 170          | 175          |              | 324    |
|      | Park Hye-jeong (KOR)     | A   | 139.70      | 119          | 124          | 130          |              | 161          | 171          | 176          |              | 295    |
|      | Son Young-hee (KOR)      | A   | 118.64      | 118          | 123          | 123          |              | 156          | 162          | 172          |              | 280    |
| 4    | Marifélix Sarría (CUB)   | A   | 126.18      | 110          | 110          | 115          | 7            | 150          | 157          | 161          | 4            | 267    |
| 5    | Wang Ling-chen (TPE)     | A   | 113.90      | 110          | 115          | 115          | 5            | 142          | 149          | 149          | 6            | 264    |
| 6    | Lyubov Kovalchuk (KAZ)   | A   | 124.18      | 113          | 117          | 117          | 6            | 145          | 150          | 155          | 5            | 263    |
| 7    | Etta Love (CAN)          | B   | 129.00      | 105          | 106          | 106          | 9            | 132          | 136          | 140          | 7            | 242    |
| 8    | Arantzazu Pavez (CHI)    | B   | 122.56      | 100          | 106          | 111          | 8            | 128          | 135          | 138          | 9            | 241    |
| 9    | Nurul Akmal (INA)        | A   | 127.10      | 105          | 105          | 107          | 10           | 136          | 136          | 140          | 8            | 241    |
| 10   | Krystyna Borodina (UKR)  | B   | 96.34       | 98           | 98           | 103          | 11           | 128          | 132          | 132          | 10           | 231    |
| 11   | Sarah Fischer (AUT)      | B   | 96.24       | 98           | 101          | 101          | 14           | 128          | —            | —            | 11           | 226    |
| 12   | Dzhesika Ivanova (BUL)   | B   | 100.70      | 94           | 94           | 99           | 13           | 117          | 123          | 126          | 12           | 222    |
| 13   | Erla Ágústsdóttir (ISL)  | B   | 112.50      | 93           | 98           | 102          | 12           | 113          | 116          | 119          | 13           | 221    |
| 14   | Tereza Králová (CZE)     | B   | 93.14       | 88           | 92           | 95           | 15           | 110          | 110          | 115          | 14           | 207    |
| 15   | Marie Agbah-Hughes (GHA) | B   | 121.86      | 65           | 68           | 68           | 16           | 88           | 88           | 91           | 15           | 159    |
| —    | Emily Campbell (GBR)     | A   | 132.76      | 118          | 120          | —            | 4            | —            | —            | —            | —            | —      |